# Новокубански рејон
Новокубански рејон (рус. Новокубанский район) административно-територијална је јединица другог нивоа и општински рејон смештен у источном делу Краснодарске покрајине, односно на крајњем југу европског дела Руске Федерације. 
Административни центар рејона и његово највеће насеље је град Новокубанск.
Према подацима националне статистичке службе Русије за 2023. на територији рејона живело је 83.008 становника или у просеку 45,55 ст/km². Површина рејонске територије је 1.822,37 km².

## Географија
Новокубански рејон се налази на истоку Краснодарске покрајине, обухвата територију површине 1.822,37 km², и по том параметру налази се на 14. месту у Покрајини. Граничи се са Гуљкевичким рејоном на северу, Кургањинским и Лабинским рејоном на западу и југозападу, на југу и југоистоку су територије Отрадњенског и Успењског рејона, односно Армавирског градског округа. На истоку је територија Ставропољске Покрајине.
Географијом рејона доминирају благо заталасана подручја Кубањско-приазовске низије и западних обронака Ставропољског побрђа. Територија рејона лежи на надморским висинама од око 150 метара у свеерном, до неких 250 метара у јужном делу рејона. Северним делом рејона протиче река Кубањ, односно јужним делом његова велика притока Уруп. 
Најважнији природни ресурс рејона је плодно тло, тако да готово 85% његове територије чине обрадиве површине. 
Територија рејона се налази у зони нешто сувље умереноконтиненталне климе, са годишњим просеком падавина од око 551 мм. Нешто више падавина излући се у летњем делу године, у периоду од априла до септембра (340 мм). Лета су доста дуга и врућа, са изразито високом влажношћу ваздуха, док су зиме доста благе и кратке.  

## Историја
Новокубански рејон је званично успостављен је 20. јуна 1936. када је из тадашњег Армавирског рејона издвојен град Армавир, а седиште рејона премештено у тадашњу станицу Новокубанску, по којој је реон и добио име. Рејон је првобитно био део тадашње Азовско-црноморске покрајине, а у границама садашње покајине је од њеног оснивања 1937. године. 
Из састава рејона је 1975. издвојена територија Успењског рејона, и од тада се налази у садашњим границама. 

## Демографија и административна подела
Према подацима са пописа становништва из 2010. на територији рејона живело је укупно 86.311 становника, док је према процени из 2023. ту живело 83.008 становника, или у просеку око 45,55 ст/km². По броју становника налази се на 21. месту у Покрајини. 
| 1939.  | 1959.  | 1970.   | 1979.  | 1989.  | 2002.  | 2010.  | 2020.  | 2023.   |
| ------ | ------ | ------- | ------ | ------ | ------ | ------ | ------ | ------- |
| 41.036 | 54.958 | 117.696 | 74.841 | 76.275 | 87.478 | 86.311 | 86.781 | 83.008* |

Напомена:* Према процени националне статистичке службе. 
На територији рејона налазе се укупно 53 насељена места административно подељених на 9 другостепених општина (једна градска и 8 сеоских). Административни центар рејона и његово највеће насеље је град Новокубанск у коме живи нешто више од трећине укупне рејонске популације. У већа насељена места убрајају се још станице Совјетскаја (9.882 становника), Бескорбнаја (5.779) и Прочноокопскаја (4.514 становника).